# Margaret Hoelzer
Margaret Josephine Hoelzer (* 30. März 1983 in Huntsville, Alabama) ist eine US-amerikanische Schwimmerin.

## Werdegang
Bei den Schwimmweltmeisterschaften 2007 in Melbourne wurde sie Weltmeisterin über 200 m Rücken.
Auch bei den Kurzbahnweltmeisterschaften 2004 und 2006 konnte sie über ihre Paradestrecke den 200 m Rücken Gold gewinnen. Bei den Kurzbahnweltmeisterschaften 2008 in Manchester musste sie sich dann über diese Distanz Kirsty Coventry geschlagen geben und eroberte nur die Bronzemedaille. Doch nur knapp drei Monate später, bei den Olympiatrials der USA, sorgte sie für eine große Überraschung, als sie mit dem Sieg über die 200 m Rücken Coventry den Langbahn-Weltrekord vorübergehend abnahm.
Bei den Olympischen Spielen 2008 in Peking gewann Hoelzer die Silbermedaille über 200 m Rücken und die Bronzemedaille über 100 m Rücken.

## Rekorde
| Weltrekorde (1)                                          | Weltrekorde (1) | Weltrekorde (1)   | Weltrekorde (1) |
| -------------------------------------------------------- | --------------- | ----------------- | --------------- |
| 4 × 100 m Lagen (Kurzbahn) (mit Hardy, Vollmer und Weir) | 03:47,97 min    | 18. Dezember 2009 | Manchester      |
| (Stand: 9. August 2010)                                  |                 |                   |                 |